# Харланова, Анастасия Константиновна
Анастасия Константиновна Харланова (род. 22 октября 1992, Гомель) — белорусская футболистка, играющая на позициях полузащитницы и нападающей. Игрок сборной Беларуси.

## Биография
В футбол пришла в возрасте 14 лет. Воспитанница гомельской СДЮШОР № 8. Первый теренер — Эдуард Иванович Деменковец. Выступала в 2011—2012 годах за ЖФК «Гомель», в составе команды СДЮШОР вышла в полуфинал Кубка Беларуси и была признана лучшим игроком команды в 2012 году. Выступала в 2013—2016 годах за ЖФК «Минск». С минской командой стала трижды чемпионкой Беларуси, трижды обладательницей Кубка Беларуси и дважды обладательницей Суперкубка Беларуси (2014, 2015). Позже выступала в польских клубах. С 2018 года играла в Беларуси за РГУОР, в 2020 году перешла в «Минск», с которым завоевала серебро чемпионата и стала финалисткой Кубка Беларуси.

## В составе сборных
В 2007—2008 годах вызывалась в состав женской сборной Беларуси по футболу (до 17 лет), в 2008—2007 годах — в состав женской сборной Беларуси по футболу (до 19 лет). В составе национальной сборной Беларуси с 2012 года, играла в отборочном турнире к чемпионату мира 2015 года. Позировала для афиши матча 14 июня 2014 года против Англии в рамках отбора на чемпионат мира 2015 года. Победительница розыгрыша Кубка Балатона 2016 года.